# Christian von Fintel
Christian von Fintel (* 28. April 1990) ist ein deutscher Basketballspieler.

## Laufbahn
Der aus Hohenmölsen stammende von Fintel spielte Basketball beim TSV Bad Salzungen, anschließend beim TuS Jena, in der Saison 2008/09 kam er des Weiteren bei Science City Jena zu Einsätzen in der 2. Bundesliga ProA.
In der Saison 2009/10 stand er für die Dragons Rhöndorf in der 2. Bundesliga ProB auf dem Feld und leistete in dieser Zeit in Oberwinter seinen Zivildienst. Er wechselte 2010 zum Bundesligisten Mitteldeutscher BC. Der 1,88 Meter große Aufbau- und Flügelspieler bestritt im Spieljahr 2010/11 18 Partien in der Basketball-Bundesliga und erzielte je Begegnung 0,2 Punkte.
Von 2011 bis 2013 gehörte von Fintel zum Kader des Zweitligisten USC Heidelberg. 2013 wechselte er innerhalb der 2. Bundesliga ProA zu den White Wings Hanau. Bei den Hessen stieg er zum Mannschaftskapitän auf. Anfang Juni 2018 wurde er vom Bundesligisten MHP Riesen Ludwigsburg verpflichtet. In der Spielzeit 2019/20 wurde er mit Ludwigsburg deutscher Vizemeister, er erzielte im Saisonverlauf in der Bundesliga 0,4 Punkte je Begegnung. Von Fintel durchlief in Florenz eine Barista-Ausbildung und brachte später eine eigene Kaffeesorte auf den Markt.
Im August 2020 wurde von Fintel vom österreichischen Erstligisten Raiffeisen Flyers Wels als Neuzugang vorgestellt. In Wels wurde er Leistungsträger, in der Saison 2020/21 erreichte er mit 12,5 Punkten je Begegnung seinen Höchstwert in der höchsten Spielklasse des Landes.